# カルパチア (客船)
カルパチア（RMS Carpathia）は、キュナード・ライン社の外洋客船。処女航海は1903年。1912年4月の「タイタニック」沈没事故で生存者の救助に当たったことで有名である。

## 船歴

### 就航
「カルパチア」はニューカッスルのスワン・ハンター造船所で建造された。1902年8月6日に進水し、1903年4月22日より公試を開始。4月25日に終了した。船名はカルパチア山脈に由来。
1903年5月5日にリバプールからアメリカ合衆国ボストンに向けた処女航海に出発した。その後はニューヨークやトリエステ、地中海諸港間を結ぶ航海に従事していた。

### 「タイタニック」沈没事故

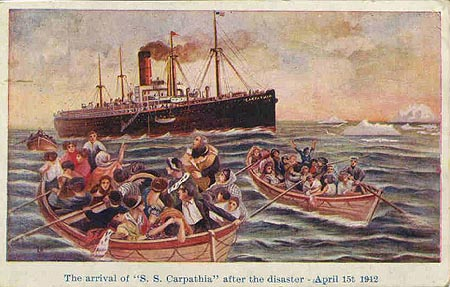
Carpathia rescue surviver(postcard)

「カルパチア」には20世紀に入って実用化されたばかりの無線電信機が搭載されていた。
通信士のハロルド・コッタムが「タイタニック」からの遭難信号を受信したとき、「カルパチア」はニューヨークからフィウメ（現在のリエカ）への航海中であった。コッタムは船長のアーサー・ロストロンを起こし報告した。ロストロンは直ちに針路を「タイタニック」へ向け、全速で急行した。その時点で、最後に受信した遭難信号による「タイタニック」の推定位置とは58マイル（約93.3キロメートル）離れていた。「カルパチア」の通常航海速度は14ノットだったが、新造時の最大速力に匹敵する17ノットを発揮した。午前4時、「カルパチア」は危険な氷山海域を抜けて遭難地点に到着し、706名を救助した。
この功績に対し、アメリカ大統領ウィリアム・タフトはロストロンをホワイトハウスに招待し、アメリカ合衆国議会はロストロンに議会名誉黄金勲章を授与した。

### 沈没
第一次世界大戦末期の1918年7月17日、輸送任務にあった「カルパチア」はアイルランド東海岸において、ドイツ潜水艦「U55」による雷撃を受け沈没した。生存していた乗員乗客計157名は、翌日「スノードロップ」により救助された。1999年、アメリカ人の作家でありダイバーのクライブ・カッスラーがカルパチアの船体を発見した。現在の「カルパチア」の所有者はPremier Exhibitionsで、沈没船からの遺物引き上げを計画しているという。